# Acanthemblemaria crockeri
Acanthemblemaria crockeri е вид лъчеперка от семейство Chaenopsidae.

## Разпространение
Видът е разпространен в Мексико.